# 94
El año 94 (XCIV) fue un año común comenzado en miércoles del calendario juliano, en vigor en aquella fecha.
En el Imperio romano, era conocido como el Año del consulado de Calpurnio y Magio (o menos frecuentemente, año 847 Ab urbe condita). La denominación 94 para este año ha sido usado desde principios del período medieval, cuando el Anno Domini se convirtió en el método prevalente en Europa para nombrar a los años.

## Acontecimientos
- Flavio Josefo publica las Antigüedades judías poco antes de su muerte.
- Domiciano reconstruye la Curia Julia 30 años después de su destrucción.
- Domiciano expulsa a los filósofos de Roma.
- Quintiliano publica su tratado de oratoria en 12 volúmenes.
- Octavio Theion asume como arconte de Atenas.
- Los partos envían una misión diplomática a China, en respuesta a los legados enviados por la dinastía Han.

## Nacimientos
- Emperador An de China.